# Johan Herman Albarda
Johan Herman Albarda (Leeuwarden, 24 juni 1826 - aldaar, 7 juli 1898) was een Nederlands jurist, entomoloog en ornitholoog.

## Biografie
Albarda was lid van het juristen- en patriciaatsgeslacht Albarda en een zoon Tweede Kamerlid Binse Albarda (1796-1862) en Eldina Alegonda Asselina Geertsema (1793-1837). Hij trouwde in 1854 met Elisabeth Catharina Wierdsma (1819-1895), uit welk huwelijk geen kinderen werden geboren.
Albarda werd na zijn studie rechten advocaat en daarna in 1853 substituut-officier van justitie in het arrondissement van Leeuwarden, hetgeen hij tot 1863 bleef. Daarnaast was hij ornitholoog en entomoloog (gespecialiseerd in neuroptera). Hij was bevriend met de Belgische baron Edmond de Selys Longchamps met wie hij tussen 1875-1896 tientallen brieven uitwisselde. 

## Taxa
Hij beschreef minstens vijf nieuwe haftensoorten en vier nieuwe libellensoorten voor de wetenschap in de jaren 1874-1881. Twee insectensoorten werden naar hem vernoemd: de Nobilinus albardae (McLachlan, 1875) en de Sieboldius albardae (Selys, 1886), een haften- en een libellensoort.